# Église de Pohja
L'église Sainte-Marie de Pohja (en finnois : Pohjan Pyhän Marian kirkko)  est une église médiévale en pierre située à Pohja dans la municipalité de Raasepori en Finlande ,,.

## Présentation
L'église Sainte-Marie est construite entre 1460 et 1480 en utilisant des matériaux locaux : environ 8 500 pierres, 40 000 briques et  24 000 bardeaux de toiture.
À l'extrémité ouest de l'église, la salle d'armes a été démolie pour faire place à un vestibule de style Empire aux murs blanchis à la chaux.
Douze sculptures médiévales sont conservées dans l'église, dont la plus impressionnante est la grande Pietà sculptée au nord de l'Allemagne au début du XVe siècle.
La voûte de la sacristie est couverte de peintures rupestres,.
La pierre tombale de la fin du XVIe siècle du colonel finlandais Nils Andersson Boije (sv) et de son épouse Brita Kristerdotter Horn a été érigée sur le mur du vestibule.
C'est la plus ancienne et la plus grande pierre tombale de Finlande fabriquée par Arent Passer à Tallinn dans les années 1660.
L'église possède aussi onze blasons funéraires.
Le bâtiment de l'église raconte les siècles passés : certaines  sculptures en bois sont du XIIIe siècle, les murs en pierre sont du XVe siècle, les bancs sont du XVIIIe siècle, la balustrade et la façade du vieil orgue datent du XIXe siècle et l'orgue est du XXe siècle,.
L'autel de l'église raconte le XXIe siècle, car l'église a été rénovée en 2001,.
L'église Sainte-Marie peut accueillir environ 300 personnes.

## Cimetière de l'église
Le cimetière entouré d'une clôture en pierre a une pierre tombale en brique et pierre grise construite pour sa famille par John Jacob von Julin (fi) à partir de 1835 et 80 pierres tombales en fonte restaurées à l'été 1997 rappellent la proximité des forges de Fiskars et de Pinjainen (fi).